# Padre y soldado
Padre y soldado es una película franco-senegalesa de 2022 dirigida por Mathieu Vadepied y protagonizada por Omar Sy. Muestra la participación de soldados africanos en el Ejército francés durante la Gran Guerra. Su título original en francés es Tirailleurs, palabra que se traduce literalmente como «Tiradores», o bien, en términos castrenses, «Fusileros»; pero que referido al cuerpo de tiradores senegaleses se suele traducir tradicionalmente como «Hostigadores».

## Sinopsis
En 1917, el ganadero Bakary Diallo vive en la Colonia de Senegal con su familia. Las tropas francesas reclutan a su hijo Thierno a pesar de que ambos intentan que huya. Bakary decide alistarse para ayudar a su hijo a desertar del campamento, pero su tentativa fracasa y ambos son trasladados a Francia para combatir en el frente.
Bakary intenta colocar a su hijo en las cocinas mediante el soborno, pero Thierno entra en acción y llama la atención del teniente Chambreau, quien está deseoso de obtener el reconocimiento de su padre, el general al mando. A partir de entonces, padre e hijo siguen caminos distintos: Bakary busca una manera por la que ambos puedan desertar, para lo que se alía con otro soldado que le involucra en un robo que culmina en doble asesinato; Thierno es ascendido a cabo y busca la salvación mediante la victoria en la guerra y la obtención de la nacionalidad francesa.
Bakary y su socio consiguen pagar a unos individuos que les prometen el traslado a Dakar, pero Thierno se separa de ellos cuando les trasladan camuflados en el carro que traslada los cadáveres. Al darse cuenta, Bakary también decide volver al frente. Allí, Thierno ha sido convencido por el teniente Chambreau para participar en una peligrosa acción de comando encaminada a tomar una colina controlada por los alemanes. La acción fracasa y ambos son hechos prisioneros. Bakary se arrastra hasta las posiciones enemigas y les libera. Mientras el teniente mantiene a raya a los alemanes con una ametralladora, padre e hijo intentan volver a sus líneas, pero Bakary es alcanzado por una bala y muere en tierra de nadie.
El tiroteo hace que los franceses avancen y tomen la colina. La acción hace que el teniente sea condecorado a título póstumo por su padre, y que también Thierno obtenga una medalla. Terminada la guerra, Thierno vuelve a casa. Posteriormente, los restos de su padre son exhumados y trasladados al monumento al soldado desconocido situado bajo el Arco de Triunfo de París.

## Producción
Omar Sy coincidió con Mathieu Vadepied en el rodaje de Intouchables, donde el primero era protagonista y el segundo director de fotografía. Por entonces, Vadepied comentó a Sy su proyecto de rodar Padre y soldado. Deseaba contar la realidad de ese ejército colonial francés compuesto por unos doscientos mil soldados que lucharon en la Primera Guerra Mundial. Según se dice, treinta mil de ellos perdieron la vida durante el conflicto. Al cabo de unos años, Omar Sy pasó a ser también productor y una de las personas más populares de Francia, lo que facilitó que, diez años más tarde, pudieran rodar el filme.
La película es una coproducción franco-senegalesa, y revela la potencia de la industria cinematográfica de Senegal, que se va destacando como la principal del África francófona.

## Intérpretes y personajes
Como productor del filme, Omar Sy se reserva el papel más importante. Su interpretación es generalmente elogiada por su habilidad para el drama y su contención. El actor atribuyó parte del éxito al maquillaje de Julia Floch, que añadiendo barba y cicatrices ayuda a transformar el reconocible y amable rostro de Sy. Sin embargo, la intensidad del personaje ahoga a los demás personajes africanos. Además, el personaje de Bakary acaba siendo demasiado plano. Sy obtuvo el Dragón de Plata al mejor actor en el III Saraqusta Film Festival y el premio equivalente en el BCN Film Fest.
También se considera correcta la primera interpretación protagonista de Alssane Dong —sobrino de Sy— como Thierno, el hijo que ha hecho que Bakary se aliste con la intención de ayudarle a desertar pero que se irá alejando progresivamente de su padre al gozar de la confianza del teniente, ascender y buscar la salvación en la victoria. El ascenso le convierte en superior jerárquico de su padre, produciéndose un enfrentamiento entre la autoridad paterna y la castrense.
El actor belga Jonas Bloquet interpreta con solvencia al teniente Chambreau, un oficial marcado por su difícil relación con su padre, el general al mando, a quien desea demostrar su valor. Para ello ideará un arriesgado ataque de comando con el que intenta tomar la colina dominada por los alemanes. Con la intención de lograr la fidelidad de sus soldados africanos, exaltará un espíritu de camaradería en el que insiste en negar las diferencias —étnicas, de rango y de clase— existentes entre ellos.
Otros intérpretes relevantes son Bamar Kane, Alassane Sy y Aminata Wone.

## Guion
Las opiniones sobre el guion de Olivier Demangel y el propio Mathieu Vadepied son diversas. Para Enrique Fernández Lópiz en Encadenados, evita elementos críticos acerca del comportamiento colonialista de Francia al obligar a los africanos de sus colonias a luchar por la potencia que les oprime; no profundiza en el tema que él considera esencial y se dispersa en cuestiones accesorias y, en ocasiones, de nimio interés. En opinión de este crítico, el filme debería ser más duro con el comportamiento colonial de Francia en vez de desviarse hacia otros temas. Incluso considera que la película incurre en triunfalismo francés.
Desde otro punto de vista, Juan Orellana, en Alfa & Omega, considera que concurren dos temas en la película: por un lado, la revisión histórica sobre el colonialismo y la guerra; por otro, las relaciones paternofiliales. Pero opina que este último aspecto es el más importante. No considera que el final sea triunfalista, sino un recuerdo a todos los soldados anónimos que murieron en la Gran Guerra.
Por otro lado, se ha elogiado la valentía de conservar los diálogos en la lengua propia de muchos africanos —el fula— en las conversaciones que mantienen entre ellos, en vez de hacerles hablar francés para hacer más comprensibles los diálogos para el gran público.

## Dirección
A pesar de criticar el guion, Fernández Lópiz considera que la dirección de Vadepied es correcta. Por su parte, Miguel Juan Payán, en Acción, cree que la decisión del director por centrarse en los actores en vez de en espectaculares secuencias bélicas es respetable. Vadepied contrapone dos heroísmos contrapuestos: el del padre intentando rescatar a su hijo, y el de este último optando por seguir a su superior, luchar y ascender.

## Otros colaboradores

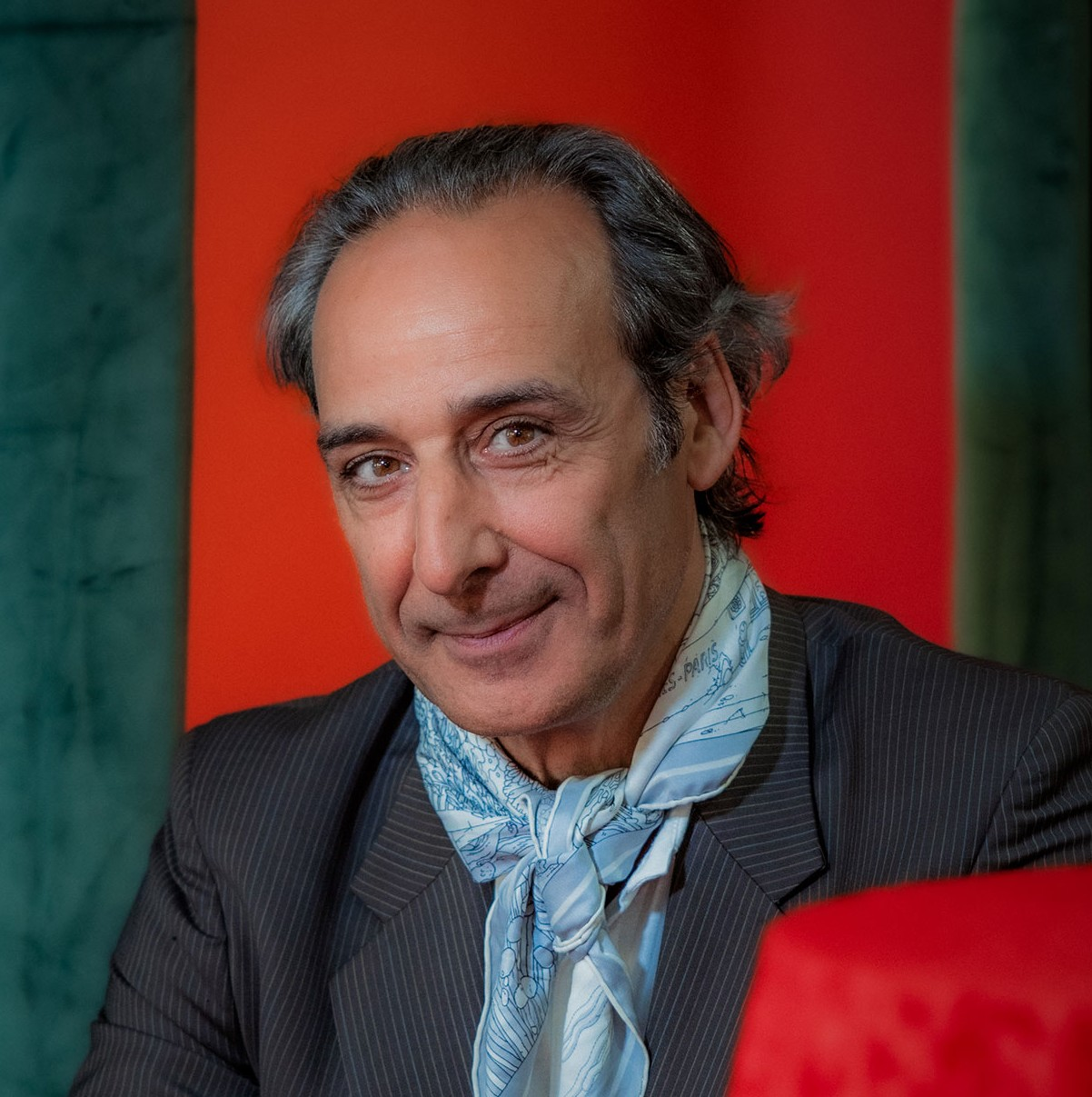
Alexandre Desplat añadió una apropiada banda sonora.

El compositor Alexandre Desplat —ganador de sendos premios Óscar por El Gran Hotel Budapest y La forma del agua— aporta una música grave y lúgubre que resulta muy adecuada para la trágica historia que se relata.
El venezolano Luis Armando Arteaga consigue una magnífica fotografía que establece un acertado contraste entre los luminosos paisajes senegaleses en los que viven apaciblemente los protagonistas y los oscuros campos de batalla europeos.
El diseño de sonido ha sido elogiado por ofrecer nítidamente cada incidente de la guerra: disparos, explosiones o golpes, lo que favorece la inmersión del espectador en el campo de batalla.

## Recepción
La película abrió la sección Una cierta mirada de la 75.ª edición del Festival de Cannes, quizá como un doble homenaje: a los soldados africanos que murieron por Francia en la Primera Guerra Mundial y al célebre Omar Sy.
Las críticas son dispares. Algunas consideran que la película no ahonda suficientemente en la censura al abuso perpetrado por Francia al reclutar a los jóvenes de sus colonias para servir como carne de cañón en la Gran Guerra; mientras que otras valoran positivamente que el filme se centre en el drama familiar de padre e hijo, y los distintos caminos que eligen para intentar sobrevivir.
Oti Rodríguez Marchante, en ABC, cree que aunque no es una película espectacular, resulta emotiva y ensalzadora. Por el contrario, Juan Pablo Bargueño, en HistoriaDelCine.es, cree que «le falta contundencia en sus imágenes y ligereza narrativa», lo que le impide superar la mediocridad, y opina que el desenlace es cuestionable. Por su parte, Fabien Lemercier, en Cineuropa cree que es una película respetable.

## Premios y reconocimientos

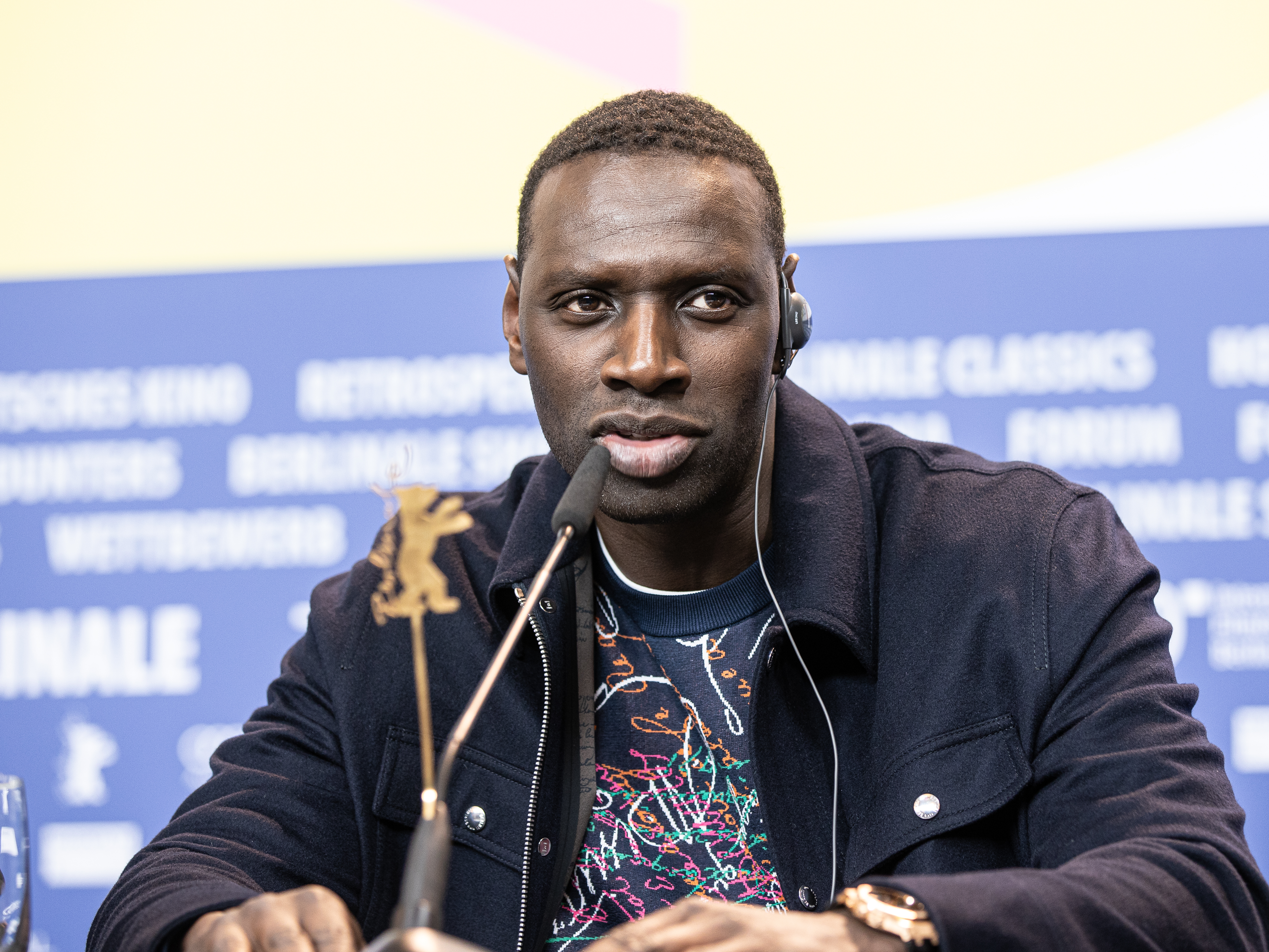
Omar Sy ganó varios premios por su interpretación.

75º Festival de Cannes
| Sección           | Resultado |
| ----------------- | --------- |
| Una cierta mirada | Incluida  |

BCN Film Fest de 2023
| Categoría   | Candidato | Resultado |
| ----------- | --------- | --------- |
| Mejor actor | Omar Sy   | Ganador   |

III Saraqusta Film Festival
| Categoría                      | Candidato | Resultado |
| ------------------------------ | --------- | --------- |
| Dragón de plata al mejor actor | Omar Sy   | Ganador   |